# Skróty i skrótowce używane w NATO – K
- KAU
  - Kilo Accounting Unit - jednostka obliczeniowa w tysiącach
  - Thousands of Accounting Units - tysiące jednostek obliczeniowych
- KAZ - Kazakhstan - Kazachstan

- KDC - Key Distribution Centre - główne centrum dystrybucyjne

- KE - Kenya - Kenia
- KEN - Kenya - Kenia
- KFOR - Kosovo Force - siły międzynarodowe działające pod auspicjami NATO, działające na terytorium Kosowa
- KG
  - Kirgyizstan - Kirgistan
  - Kyrghyz Republic - Kirgistan (stosownie do życzenia Ambasady Kirgistanu)
- KGZ
  - Kirgyizstan - Kirgistan
  - Kyrghyz Republic - Kirgistan (stosownie do życzenia Ambasady Kirgistanu)

- KH - Cambodia - Kambodża
- KHM - Cambodia - Kambodża

- KI - Kiribati - Kiribati
- KIA - Killed-In-Action - zabity w walce
- KIR - Kiribati - Kiribati

- KM
  - Comoro Islands - Komory
  - kilometer - kilometr
- KMC
  - Key Mission Component
    - główny element składowy zadania
    - podstawowy element zadania
- KMS - Key Mission Component - podstawowy element zadania

- KN
  - Korea (North) - Korea Północna
  - St. Christopher - Nevis - St. Christopher - Nevis
- KNA - St. Christopher - Nevis - St. Christopher - Nevis

- KOR - Korea (South) - Korea Południowa

- KP - Korea (North) - Korea Północna

- KR
  - Kiribati - Kiribati
  - Korea (South) - Korea Południowa

- KS - Korea (South) - Korea Południowa

- KTS - Knots - węzły

- KU - Kuwait - Kuwejt
- KUC - Kilo Accounting Unit - jednostka obliczeniowa w tysiącach

- KW - Kuwait - Kuwejt
- KWT - Kuwait - Kuwejt

- KZ - Kazakhstan - Kazachstan